# Terminal wózkowy
Terminal wózkowy (ang. Vehicle Mounted Computer) – urządzenie klasy przemysłowej przeznaczone do montażu w różnego typu wózkach widłowych, ciężarówkach lub innych pojazdach magazynowych.
Terminale wózkowe umożliwiają operatorom wózków widłowych wprowadzanie i dostęp do danych w czasie rzeczywistym, a jednocześnie łatwe poruszanie się w środowisku przemysłowym, takim jak magazyn lub centrum dystrybucji.
Urządzenia wyposażone są zazwyczaj w ekrany dotykowe 8” do 15” i działają na systemach operacyjnych Android lub Windows.
Cechy charakterystyczne terminali wózkowych:
- obudowa o klasie szczelności IP 64-67 zapewniająca ochronę przed wnikaniem wody, pyłu kurzu i drobnych elementów do niej;
- podwyższona wytrzymałość zapewniająca ochronę przed wielokrotnym pionowym upadkiem na twarde podłoże z minimum 1,5 metra;
- szeroki zakres temperatur pracy –20 °C do 60 °C;
- niezwykle czułe ekrany dotykowe odporne na zarysowania;
- podwyższona odporność na wstrząsy i wibracje (normy MIL-STD-810G);
- obsługa różnych form łączności takich jak Bluetooth, WLAN, GPS, przewodowy Ethernet;
- system operacyjny Android lub Windows;
- pojemne akumulatory zapewniające długi czas pracy[4].